# José María Linares Lizarazu
José María Linares Lizarazu (Potosí, 10 de julho de 1808 — Valparaíso, 23 de outubro de 1861) foi um político boliviano e presidente de seu país entre 9 de setembro de 1857 e 14 de janeiro de 1861.